# Symplecta hybrida
Symplecta hybrida is een tweevleugelige uit de familie steltmuggen (Limoniidae). De soort komt voor in het Palearctisch, Nearctisch en Oriëntaals gebied.